# Железничка станица Лесковац
Железничка станица Лесковац је једна од железничких станица на прузи Ниш—Прешево. Налази се у насељу Лесковац у граду Лесковцу. Пруга се наставља ка Ђорђеву у једном и Винарцима у другом смеру. Железничка станица Лесковац састоји се из 5 колосека.

## Историја
Пруга је до Лесковца дошла 1886. године. Док је пругу градио инжењер Светозар Машин, у Лесковцу је неко време живела његова супруга Драга Машин, потоња краљица Србије, жена последњег краља из династије Обреновића Александра. Пруга је међународног карактера и њоме путују возови који иду према Врању, Скопљу, Солуну и Атини. Пруга је електрифицирана 1974. године.